# Isaia Toeava
Isaia Toeava (Moto'otua, 15 gennaio 1986) è un rugbista a 15 neozelandese di origine samoana, tre quarti centro o estremo del Clermont Auvergne e campione del mondo nel 2011 con gli All Blacks.

## Biografia
Nato a Mot'oua, nelle allora Samoa Occidentali, ma cresciuto ad Auckland, in Nuova Zelanda, si formò rugbisticamente nella relativa federazione provinciale, per la quale esordì nel campionato di categoria nel 2005, a 19 anni appena compiuti.
A fine anno, senza ancora una sola presenza in Super Rugby e con solo 8 incontri alle spalle nel campionato nazionale provinciale, fu chiamato in Nazionale e schierato, per il suo primo test match con gli All Blacks, a Edimburgo contro la Scozia, da titolare nel ruolo di estremo.
L'anno seguente esordì in Super Rugby per la franchise di Auckland, i Blues, e nel 2007 fece parte della squadra che prese parte alla Coppa del Mondo in Francia; ancora, prese parte ai due Grandi Slam nei tour nelle Isole britanniche del 2008 e del 2010.
Incluso nella rosa neozelandese alla Coppa del Mondo di rugby 2011, vinta dagli All Blacks, ivi disputò i suoi ultimi incontri internazionali.
Alla fine del Super Rugby 2012 siglò un accordo con la squadra giapponese dei Canon Eagles di Tokyo.
A fine novembre 2011 apparve pure in un incontro dei Barbarians contro un XV dell'Australia, dopo la chiamata nel prestigioso club britannico a inviti.

## Palmarès
- Coppe del mondo: 1
Nuova Zelanda: 2011
- Campionati francesi: 1
Clermont: 2016-17
- National Provincial Championship: 2
Auckland: 2005, 2007
- Challenge Cup: 1
Clermont: 2018-19